# Hygrotus inaequalis
Hygrotus inaequalis är en skalbaggsart som först beskrevs av Fabricius 1777.  Hygrotus inaequalis ingår i släktet Hygrotus och familjen dykare. Arten är reproducerande i Sverige. Inga underarter finns listade i Catalogue of Life.

## Bildgalleri

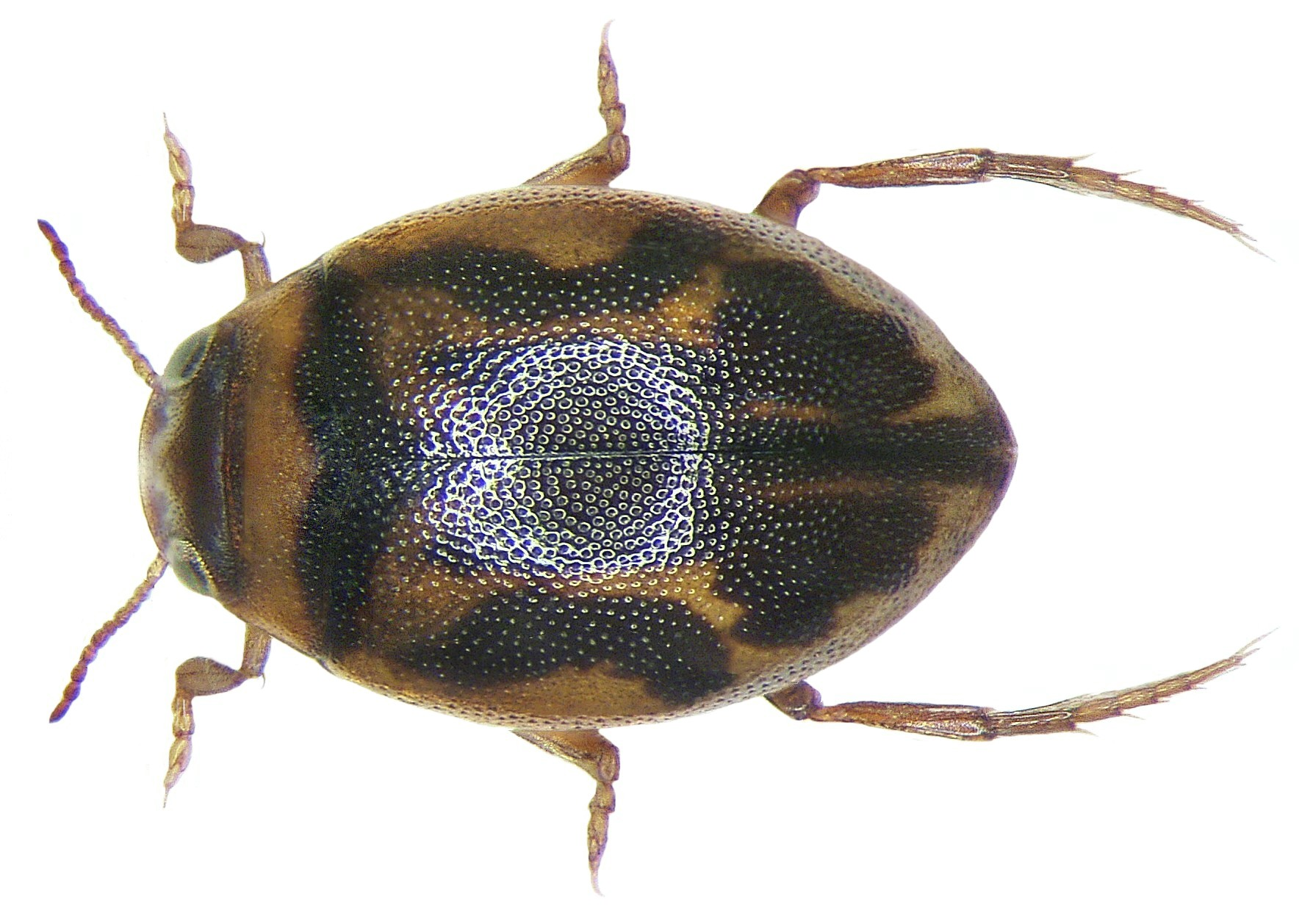
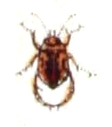
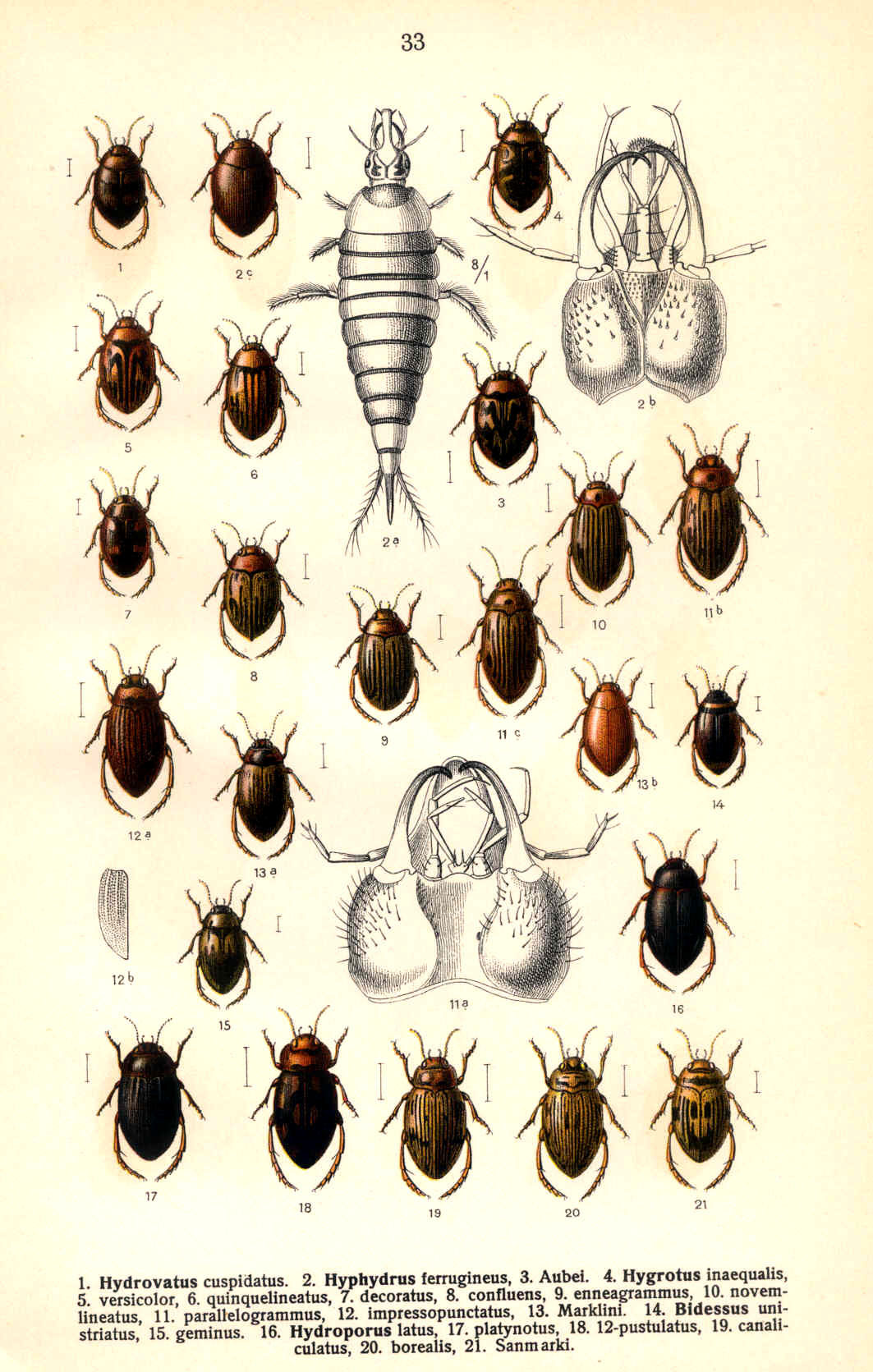